# A Tartaruga Vermelha
La Tortue rouge (em japonês:  レッドタートル ある島の物語; bra: A Tartaruga Vermelha; prt: A Tartaruga Vermelha) é um filme de animação franco-belgo-japonês de 2016, dos gêneros aventura e fantasia, realizado e coescrito (com Pascale Ferran) por Michaël Dudok de Wit para os estúdios Wild Bunch, Why Not Productions e Studio Ghibli. 
Conta a história de um homem que naufraga em uma ilha deserta e encontra uma tartaruga vermelha gigante. O filme não tem diálogo.
Foi exibido na secção Quinzena dos Realizadores do Festival de Cannes a 11 de maio de 2016. Estreou em França a 29 de junho de 2016, no Japão a 17 de setembro do mesmo ano e no Brasil estrear-se-á a 2 de fevereiro de 2017.

## Produção
O filme foi produzido pelos estúdios Why Not Productions e Wild Bunch, em colaboração com o Studio Ghibli. Vincent Maraval, chefe da Wild Bunch, visitou o Studio Ghibli no Japão em 2008 e se reuniu com Hayao Miyazaki. Mostrou para Miyazaki a curta-metragem Father and Daughter (vencedor do Óscar de melhor curta-metragem de animação de 2001) e pediu-lhe que se encontrasse com o realizador Michaël Dudok de Wit, na perspetiva de coproduzir uma longa-metragem. Wild Bunch reuniu-se com Dudok de Wit em Londres e o convenceu a levar a cabo o projeto. O argumento foi escrito por Dudok de Wit e Pascale Ferran.

## Lançamento
O filme estreou no dia 18 de maio no Festival de Cinema de Cannes de 2016, onde competiu na seção Un Certain Regard. Em 13 de junho, foi exibido como o filme de abertura do Festival de Cinema de Animação de Annecy em 2016. Foi lançado no Japão em 17 de setembro de 2016. Em maio de 2016, a Sony Pictures Classics adquiriu os direitos de distribuição na América do Norte e Sul para o filme, e está programado para ser lançado nos Estados Unidos em 20 de janeiro de 2017. A Tartaruga Vermelha foi exibido no Festival de Cinema de Londres em 5 de outubro de 2016.